# Samuel Sjölund
Samuel Sjölund, född 19 maj 2001 i Stockholm, är en svensk professionell ishockeyspelare som spelar för AIK i Hockeyallsvenskan.
Sjölund blev draftad av Dallas Stars i den 4:e rundan som 111:e totalt år 2019.